# Флорис-ди-Гояс
Флорис-ди-Гояс (порт. Flores de Goiás) — муниципалитет в Бразилии, входит в штат Гояс. Составная часть мезорегиона Восток штата Гойяс. Входит в экономико-статистический микрорегион Ван-ду-Паранан. Население составляет 9045 человек на 2006 год. Занимает площадь 3709 км². Плотность населения — 2,5 чел./км².
Праздник города — 14 октября.

## История
Город основан 15 июля 1653 года. 

## Статистика
- Валовой внутренний продукт на 2003 год составляет 53 144 490,00 реалов (данные: Бразильский институт географии и статистики).
- Валовой внутренний продукт на душу населения на 2003 год составляет 6258,18 реалов (данные: Бразильский институт географии и статистики).
- Индекс развития человеческого потенциала на 2000 год составляет 0,642 (данные: Программа развития ООН).